# Riva Celso
Riva Celso (* 1974) es un diseñador de videojuegos independiente italiano que ha creado juegos como The Goalkeeper, Universal Boxing Manager, Magic Stones, Heileen y Bionic Heart. Fundó las empresas Winter Wolves y Tycoon Games. También es un socio de SakeVisual y Hanako Games.

## Premios
En 2004, sus juegos The Goalkeeper y Universal Boxing Manager fueron nominados para los 5 mejores juegos deportivos del año.

## Juegos
- Universal Soccer Manager (septiembre de 2003)
- Spin Around (enero de 2004)
- Ignazio The Frog (febrero de 2004)
- Universal Boxing Manager (abril de 2004)
- Quizland (julio de 2004)
- The Goalkeeper (septiembre de 2004)
- Supernova: Galactic Wars (enero de 2005)
- Magic Stones (octubre de 2005)
- Universal Soccer Manager 2 (diciembre de 2006)
- TV Station Manager (abril de 2007)
- Supernova 2: Spacewar (mayo de 2008)
- Summer Session (julio de 2008)
- Heileen (octubre de 2008)
- College Romance: Rise Of The Little Brother (abril de 2009)
- Spirited Heart (abril de 2009)
- Bionic Heart (julio de 2009)
- Heileen 2: The Hands of Fate (diciembre de 2009)
- The Flower Shop (febrero de 2010)
- Vera Blanc: Full Moon (julio de 2010)
- Vera Blanc: Ghost In The Castle (septiembre de 2010)
- Love & Order (febrero de 2011) con Christine Love, autor de Digital: A Love Story
- Planet Stronghold (febrero de 2011)
- Always Remember Me (abril de 2011) con un tema musical por Cristina Vee
- Spirited Heart Girl's Love (septiembre de 2011)
- The Flower Shop: Winter in Fairbrook (diciembre de 2011)
- Loren The Amazon Princess (abril de 2012)
- Heileen 3: New Horizons (diciembre de 2012)
- Heileen 3: Sea Maidens (enero de 2013)
- Bionic Heart 2 (abril de 2013)
- Nicole (octubre de 2013)
- Roommates (marzo de 2014)
- Seasons of the Wolf (octubre de 2014)
- Bad Blood (abril de 2015)
- Dead But Alive! Southern England (septiembre de 2015)
- Planet Stronghold: Colonial Defense (enero de 2016)
- C14 Dating (marzo de 2016)
- Heirs And Graces (junio de 2016)
- Queen of Thieves (septiembre de 2016)
- Never Forget Me (noviembre de 2016)
- Amber's Magic Shop (mayo de 2017)
- Cursed Lands (abril de 2018)
- Love Bites (mayo de 2018)
- Corona Borealis (abril de 2019)
- Planet Stronghold 2 (marzo de 2020)
- Volleyball Heaven (julio de 2020)
- Tales Of The Under-Realm: Hazel (febrero de 2021)
- At Your Feet (agosto de 2021)
- Summer In Trigue (octubre de 2021)
- Love Notes (diciembre de 2021)
- The Curse Of Mantras (febrero de 2022)